# قورباغه زهرآگین سبزوسیاه
قورباغه زهرآگین سبزوسیاه (Dendrobates auratus)، که همچنین به عنوان قورباغه پیکانی زهرآگین سبزوسیاه و قورباغه زهرآگین سبز (در میان دیگران) شناخته می‌شود، عضوی با رنگ روشن از راسته بی‌دمان و بومی آمریکای مرکزی و بخش‌های شمال غربی آمریکای جنوبی است. این گونه به هاوایی نیز معرفی شده‌است. این گونه یکی از متغیرترین قورباغه‌های زهرآگین در کنار Dendrobates tinctorius و برخی گونه‌های Oophaga است. اتحادیه بین‌المللی حفاظت از طبیعت از نظر حفاظتی کمترین نگرانی را در نظر گرفته‌است.

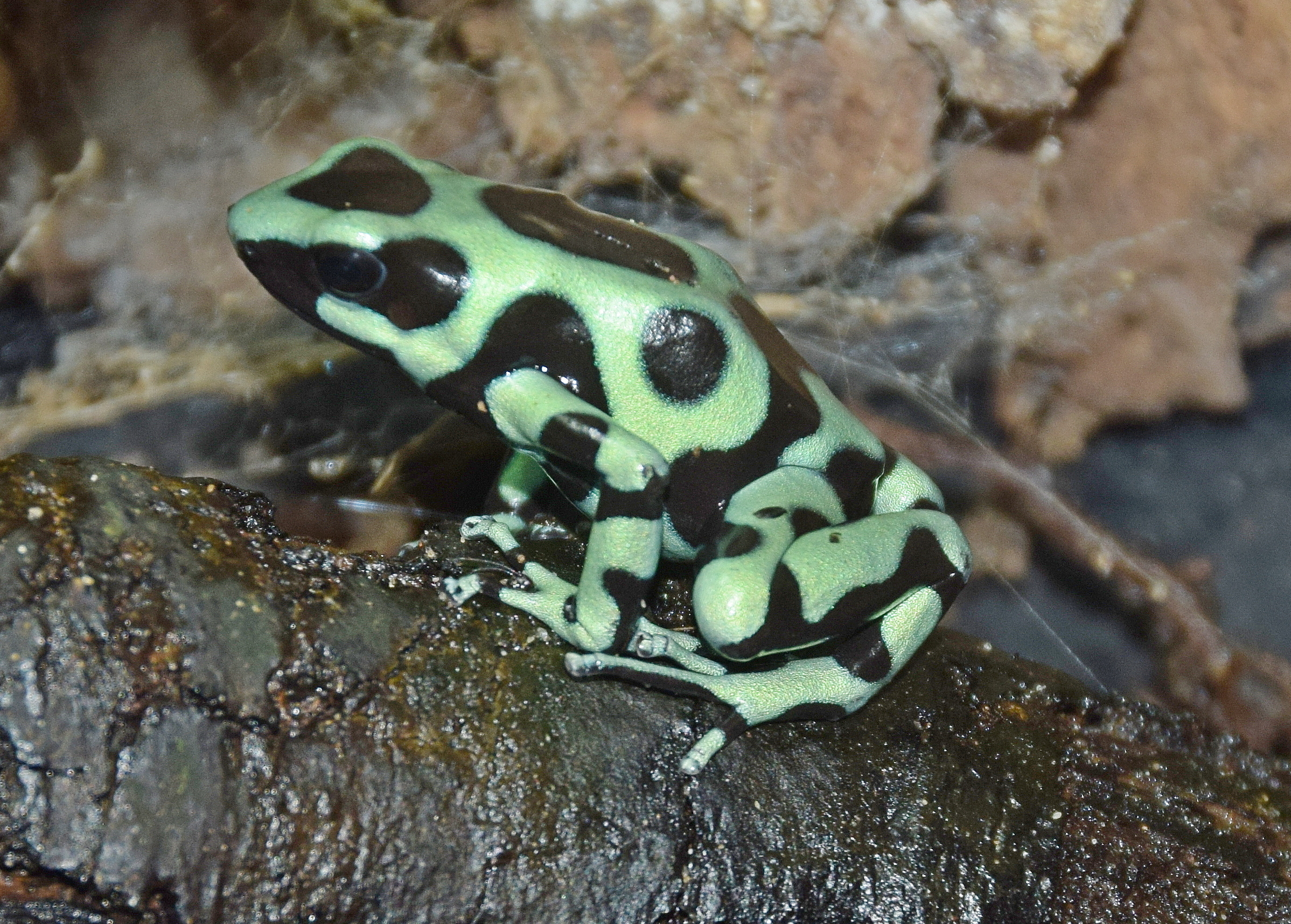
قورباغه زهرآگین سبزوسیاه (Dendrobates auratus) در اسارت در انگلستان